# Rio Fanado
Rio Fanado är ett vattendrag i Brasilien.   Det ligger i delstaten Minas Gerais, i den sydöstra delen av landet, 600 km öster om huvudstaden Brasília.
Omgivningarna runt Rio Fanado är huvudsakligen savann. Runt Rio Fanado är det glesbefolkat, med 16 invånare per kvadratkilometer.